# Hepatica
Hepatica is een geslacht van planten uit de ranonkelfamilie (Ranunculaceae).
Het geslacht kent zes soorten, waarvan het leverbloempje (Hepatica nobilis) de meestvoorkomende is. Deze komt in grote delen van Europa, Noord-Amerika en Azië in bergachtige streken voor. Uit onderzoek in 1994 bleek dat er argumenten zijn om alle Hepatica-soorten op te nemen in Anemone. Daar is echter geen overeenstemming over.
In Roemenië komt nog Hepatica transsilvanica voor. De overige vier soorten komen in kleine gebieden in Oost-Azië voor (Hepatica falconeri, Hepatica henryi, Hepatica maxima en Hepatica yamatutai).
... · Aconitum (Monnikskap) · Actaea · Adonis · Aquilegia (Akelei) · Anemone (Anemoon) · Caltha (Dotterbloem) · Clematis · Consolida (Ridderspoor) · Delphinium (Ridderspoor) · Eranthis · Helleborus (Nieskruid) · Hepatica · Myosurus · Nigella (Nigelle) · Pulsatilla · Ranunculus (Boterbloem) · Thalictrum (Ruit) · Trollius · ...
H. falconeri ·
H. henryi ·
H. maxima ·
H. nobilis (Leverbloempje) ·
H. transsilvanica (Transsylvaans leverbloempje) ·
H. yamatutai